# Perissus hooraianus
Perissus hooraianus là một loài bọ cánh cứng trong họ Cerambycidae.